# Cao Shui
Cao Shui (kineski: 曹谁, tradicionalni: 曹誰, pinyin: Cáo Shuí; Yushe, Shanxi, 5. lipnja 1982.), na engleskom znan i kao Shawn Cao ili Cao Who, kineski je pjesnik, romanopisac, scenarist koji predvodi pokret »velepoemizma«, za koji u svojoj Objavi o velikoj pjesmi navodi kako integrira sakralne i svjetovne kulture, istočne i zapadne kulture, drevne i suvremene kulture u kineskoj književnosti. 
Godine 2008. dao je otkaz u novinama u kojima je radio i krenuo na put po Tibetu i Xinjiangu, koji po njemu tvore središte Euroazije i cijeloga svijeta. Njegovi romani Tajna neba i Šifra kule babilonske govore o povijesnom razvoju ljudske civilizacije. Njegova su djela posvećena ponovnoj izgradnji Republike cjelovitoga, slobodnog ljudskog čovjeka, koju uvijek opisuje kao Euroaziju, vrh babilonske kule ili planinu Kunlun (»Nebeska planina«). 
Cao Shui dosad je objavio desetak knjiga, uključujući tri zbirke pjesama, tri zbirke eseja i pet romana.